# Rubus hasbaniensis
Rubus hasbaniensis vrsta je cvjetnice iz roda Rubus iz porodice Rosaceae.
Godine 1885. A. Doubret otkrio je prvi primjerak u belgijskoj općini Woluwe-Saint-Lambert. Godine 1983. opisao ju je belgijski biolog Herman Vannerom kao novu vrstu. Prema posljednjim informacijama, Rubus hasbaniensis raste samo u Luksemburgu.